# Нижняя Ершага
Нижняя Ершага — река в России, протекает по Каргасокскому району Томской области. Устье реки находится в 201 км по правому берегу реки Чижапка. Длина реки составляет 12 км. Приток — Ершага.
Система водного объекта: Чижапка → Васюган → Обь → Карское море.

## Данные водного реестра
По данным государственного водного реестра России относится к Верхнеобскому бассейновому округу, водохозяйственный участок реки — Васюган, речной подбассейн реки — Васюган. Речной бассейн реки — (Верхняя) Обь до впадения Иртыша.